# 벨라돈나 (포르노 배우)
벨라돈나(Belladonna, 1981년 5월 21일 ~ )는 미국의 전직 포르노 배우, 감독, 프로듀서, 모델이다. AVN상 여우조연상 2회(2003, 2009) 수상자이다.